# Gottlieb von Poser und Groß-Naedlitz
Gottlieb Heinrich von Poser und Groß-Naedlitz (* 21. Juni 1713 in Grunwitz; † 27. Juli 1784 in Perschau) war ein preußischer Landrat des Kreises Groß-Wartenberg in Schlesien und Marschkommissar des Weimarer Kürassier-Regiments.

## Leben

### Herkunft
Er war eines von 10 Kindern aus der Ehe von Christian Heinrich von Poser und Groß-Naedlitz (* 10. August 1675; † 6. November 1738), Europareisender und Landesältester der Freien Standesherrschaft Wartenberg, und dessen zweiter Ehefrau Charlotta Johann von Poser und Groß-Naedlitz geb. von Thielau.

### Laufbahn
Er bekam im Jahr 1730 eine kaiserliche Fundationsstelle an der weiterführenden Schule Ritterakademie Liegnitz an welcher er vom Jahr 1731–1733 studierte. Im Jahr 1734 trat er in das Weimarer Kürassier-Regiment ein, mit welchem er die Feldzüge am Rhein bestritt. Er quittierte den Dienst im Jahre 1736 als Leutnant und wird dann 1753 als Marschkommissar ernannt. Seit dem 1. März 1762 amtierte als Landrat im Kreis Groß Wartenberg.

### Familie
Er kaufte im Jahr 1737 das väterliche Gut Perschau von seinem Bruder Gotthelf Friedrich von Poser und Groß-Naedlitz. Noch im gleichen Jahr heiratete er seine Frau Johanna Christiane geb. von Rymultowski. Sie bekamen zusammen sieben Kinder. Gestorben ist er mutmaßlich an einem Schlaganfall am 27. Juli 1784. Erbe wurde sein Sohn Johann Gottlieb Silvius (* 25. Mai 1739; † 30. April 1817).